# Gastrotheca carinaceps
Gastrotheca carinaceps är en groddjursart som beskrevs av Duellman, Trueb och Lehr 2006. Gastrotheca carinaceps ingår i släktet Gastrotheca och familjen Hemiphractidae. IUCN kategoriserar arten globalt som otillräckligt studerad. Inga underarter finns listade i Catalogue of Life.